# Халецкий, Алексей Фёдорович
Алексей Фёдорович Халецкий (1926—1997) — полковник Советской Армии, участник Великой Отечественной войны, Герой Советского Союза (1945).

## Биография
Алексей Халецкий родился 7 октября 1926 года в селе Юдиново (ныне — Погарский район Брянской области). Окончил семь классов школы. В начале Великой Отечественной войны Халецкий оказался в оккупации, участвовал в подпольной борьбе, после освобождения в сентябре 1943 года Халецкий был призван на службу в Рабоче-крестьянскую Красную Армию. С июля 1944 года — на фронтах Великой Отечественной войны. В боях был ранен.
К апрелю 1945 года младший сержант Алексей Халецкий командовал орудием 997-го стрелкового полка 263-й стрелковой дивизии 43-й армии 3-го Белорусского фронта. Отличился во время штурма Кёнигсберга. В ночь с 7 на 8 апреля 1945 года расчёт Халецкого, находясь в боевых порядках пехоты, огнём своего орудия способствовал продвижению вперёд. 9 апреля 1945 года Халецкий с товарищами подбил 3 самоходных артиллерийских орудия и уничтожил несколько огневых точек противника.
Указом Президиума Верховного Совета СССР от 19 апреля 1945 года за «образцовое выполнение боевых заданий командования на фронте борьбы с немецкими захватчиками и проявленные при этом мужество и героизм» младший сержант Алексей Халецкий был удостоен высокого звания Героя Советского Союза с вручением ордена Ленина и медали «Золотая Звезда» за номером 6259.
После окончания войны Халецкий продолжил службу в Советской Армии. В 1951 году он окончил Киевское объединённое училище самоходной артиллерии, в 1966 году — заочное отделение исторического факультета Воронежского государственного университета. В 1974 году в звании полковника Халецкий был уволен в запас. Проживал и работал в Киеве. Скончался 27 декабря 1997 года, похоронен на Берковецком кладбище Киева.
Был также награждён орденами Отечественной войны 1-й степени, «За службу Родине в Вооружённых Силах СССР» 3-й степени и Славы 3-й степени, рядом медалей.